# Guido Zurli
Guido Zurli, également connu sous le pseudonyme d'Albert Moore (Foiano della Chiana, 9 janvier 1929 – Rome, 23 octobre 2009), est un réalisateur et scénariste italien.

## Biographie
Guido Zurli est né à Foiano della Chiana le 9 janvier 1929,.
Il travaille comme assistant réalisateur à la fin des années 1950 et début 1960. Il collabore ainsi sur Les Deux Brigadiers (I due marescialli, 1961), film réalisé par Sergio Corbucci.
Il réalise son premier film en 1962, film initialement confié à Sergio Leone, Les Canons de San Antiogo. Plus tard, toujours sous un pseudonyme (Albert Moore, G.Z. Reds, Jean Loret, Frank Sanders), il réalise de nombreux films de genre, des westerns, d'espionnage, d'aventures et d'horreur, tous caractérisés par une veine d'humour subtil. En 1971, on lui propose d'aller en Turquie pour réaliser un film policier ; l'opération s'est avérée commercialement viable et Zurli tourne d'autres productions turques.
Dans la seconde moitié des années soixante-dix en Italie, l'industrie du cinéma entre en crise et ne se voit proposer que des films sexy ou pornographiques. De retour en Turquie pour un temps, il y tourne Cible pour un tueur (Bersaglio altezza uomo) en 1979.
Sur la scène cinématographique italienne, il apparaît comme scénariste (sous le pseudonyme de Guider Zurlen) dans le film de Raniero Di Giovanbattista Valentina, ragazza in calore (1981), présentant les débuts difficiles de Moana Pozzi. Il ne participe qu'aux premières scènes avant de quitter le projet.
Dans les années 80, il travaille comme réalisateur de télévision pour la Rai.
Au début des années 90, il revient à la réalisation pour tourner des films de boxe et de kick-boxing aux États-Unis et en Yougoslavie.
Il meurt à Rome en octobre 2009 à l'âge de 80 ans.

## Filmographie

### Comme réalisateur
- 1963 : Les Canons de San Antiogo (Le verdi bandiere di Allah)
- 1966 : Thompson 1880 (sous le nom d'Albert Moore)
- 1966 : È mezzanotte... butta giù il cadavere (it)
- 1967 : Gardez-vous des filles (Silenzio: Si uccide)
- 1968 : Sigpress contre Scotland Yard (Sigpress contro Scotland Yard )
- 1968 : O tutto o niente
- 1968 : Zorro le renard (El Zorro)
- 1971 : L'Étrangleur de Vienne (Lo strangolatore di Vienna)
- 1972 : Le Petit Témoin de l'Orient Express (it) (Yumurcak kücük sahit)
- 1972 : La Vierge de Bali (La vergine di Bali)
- 1973 : Le Petit Cow-boy (Küçük kovboy)
- 1975 : Une île, trente filles et moi (Afrika Erotika)
- 1975 : La Fille d'Emmanuelle (La ragazzina parigina)
- 1975 : La missione del mandrillo (sous le nom d'Albert Moore)
- 1977 : À pleine gorge (de) (Gola profonda nera) (sous le nom d'Albert Moore)
- 1977 : Polizia selvaggia (it)
- 1978 : Cible pour un tueur (Bersaglio altezza uomo)
- 1979 : Lo scoiattolo
- 1980 : Il terno a letto

### Comme scénariste
- 1957 : Lauta mancia
- 1958 : Le Pirate de l'épervier noir (Il pirata dello sparviero nero) de Sergio Grieco
- 1961 : Le Dernier des Vikings (L'ultimo dei Vikinghi) de Giacomo Gentilomo et Mario Bava
- 1963 : Les Canons de San Antiogo (Le verdi bandiere di Allah)
- 1964 : Du grisbi au Caire (La sfinge sorride prima di morire - stop - Londra)
- 1965 : Cent Mille Dollars pour Ringo (100.000 dollari per Ringo d'Alberto De Martino
- 1966 : È mezzanotte... butta giù il cadavere
- 1968 : O tutto o niente
- 1968 : Zorro le renard (El Zorro)
- 1972 : La Vierge de Bali (La vergine di Bali)
- 1973 : Le Fils de Zorro (Il figlio di Zorro) de Gianfranco Baldanello
- 1975 : La Fille d'Emmanuelle de Jean Luret
- 1977 : À pleine gorge (Gola profonda nera)
- 1977 : Polizia selvaggia
- 1978 : Bersaglio altezza uomo
- 1979 : Lo scoiattolo
- 1981 : Valentina, ragazza in calore